# Deildabikar
La Deildabikar también conocida como la Copa de la Liga de Islandia, es un torneo de pretemporada de fútbol que se juega en Islandia, y es el tercer torneo de fútbol en importancia en el país.

## Formato
El torneo lo juegan los 22 mejores equipos de Islandia en la última temporada jugada más los dos mejores clubes de la 2. deild (tercera categoría) para completar 24 clubes en total, aunque ese número es variable, ya que a veces participan solo 16.
La copa se juega a eliminación directa a un solo juego, que en caso de no decidirse en el tiempo regular de 90 minutos, se juega tiempo extra, y de persistir el empate se lanzan penales para definir al ganador.
Desde el 2001 se juegan copas similares de pretemporada en Islandia entre los equipos de las divisiones inferiores en el país. Al campeón se le otorga acceso para participar en rondas previas de la UEFA Europa League si no clasifica por otro medio a otra competición europea o a la misma.

## Palmarés
| Temporada | Campeón                                       | Resultado                                     | Finalista                                     |
| --------- | --------------------------------------------- | --------------------------------------------- | --------------------------------------------- |
| 1996      | ÍA Akranes                                    | 3–1                                           | Breiðablik UBK                                |
| 1997      | ÍBV Vestmannæyjar                             | 3–2                                           | Valur Reykjavík                               |
| 1998      | KR Reykjavík                                  | 2–2 (6–5 pen.)                                | Valur Reykjavík                               |
| 1999      | ÍA Akranes                                    | 1–0                                           | Fylkir Reykjavík                              |
| 2000      | UMF Grindavík                                 | 4–0                                           | Valur Reykjavík                               |
| 2001      | KR Reykjavík                                  | 0–0 (5–3 pen.)                                | FH Hafnarfjörður                              |
| 2002      | FH Hafnarfjörður                              | 2–2 (4–3 pen.)                                | Fylkir Reykjavík                              |
| 2003      | ÍA Akranes                                    | 1–1 (4–2 pen.)                                | Keflavik IF                                   |
| 2004      | FH Hafnarfjörður                              | 2–1                                           | KR Reykjavík                                  |
| 2005      | KR Reykjavík                                  | 3–2                                           | KR Þróttur                                    |
| 2006      | FH Hafnarfjörður                              | 3–2                                           | Keflavík IF                                   |
| 2007      | FH Hafnarfjörður                              | 3–2                                           | Valur Reykjavík                               |
| 2008      | Valur Reykjavík                               | 4–1                                           | Fram Reykjavík                                |
| 2009      | FH Hafnarfjörður                              | 3–0                                           | Breiðablik UBK                                |
| 2010      | KR Reykjavík                                  | 2–1                                           | Breiðablik UBK                                |
| 2011      | Valur Reykjavík                               | 3–1                                           | Fylkir Reykjavík                              |
| 2012      | KR Reykjavík                                  | 1–0                                           | Fram Reykjavík                                |
| 2013      | Breiðablik UBK                                | 3–2                                           | Valur Reykjavík                               |
| 2014      | FH Hafnarfjörður                              | 4–1                                           | Breiðablik UBK                                |
| 2015      | Breiðablik UBK                                | 1−0                                           | KA Akureyri                                   |
| 2016      | KR Reykjavík                                  | 2−0                                           | Víkingur Reykjavík                            |
| 2017      | KR Reykjavík                                  | 4−0                                           | UMF Grindavík                                 |
| 2018      | Valur Reykjavík                               | 4−2                                           | UMF Grindavík                                 |
| 2019      | KR Reykjavík                                  | 2−1                                           | ÍA Akranes                                    |
| 2020      | No disputada debido a la Pandemia de COVID-19 | No disputada debido a la Pandemia de COVID-19 | No disputada debido a la Pandemia de COVID-19 |
| 2021      | No disputada debido a la Pandemia de COVID-19 | No disputada debido a la Pandemia de COVID-19 | No disputada debido a la Pandemia de COVID-19 |
| 2022      | FH Hafnarfjörður                              | 2–1                                           | Víkingur Reykjavík                            |
| 2023      | Valur Reykjavík                               | 1–1 (4–3 pen.)                                | KA Akureyri                                   |
| 2024      | Breiðablik UBK                                | 4−1                                           | ÍA Akranes                                    |

## Títulos por equipo
| Club               | Campeón | Subcampeón | Años campeón                                   |
| ------------------ | ------- | ---------- | ---------------------------------------------- |
| KR Reykjavík       | 8       | 1          | 1998, 2001, 2005, 2010, 2012, 2016, 2017, 2019 |
| FH Hafnarfjörður   | 7       | 1          | 2002, 2004, 2006, 2007, 2009, 2014, 2022       |
| Valur Reykjavík    | 4       | 5          | 2008, 2011, 2018, 2023                         |
| Breiðablik UBK     | 3       | 4          | 2013, 2015, 2024                               |
| ÍA Akranes         | 3       | 2          | 1996, 1999, 2003                               |
| UMF Grindavík      | 1       | 2          | 2000                                           |
| ÍBV Vestmannæyjar  | 1       | −          | 1997                                           |
| Fylkir Reykjavík   | −       | 3          | −−−                                            |
| Keflavík IF        | −       | 2          | −−−                                            |
| Fram Reykjavík     | −       | 2          | −−−                                            |
| Víkingur Reykjavík | −       | 2          | −−−                                            |
| KA Akureyri        | −       | 2          | −−−                                            |
| KR Þróttur         | −       | 1          | −−−                                            |